# Sveta Nedelja
Sveta Nedelja este un oraș în cantonul Zagreb, Croația, având o populație de 18.059 de locuitori (2011).

## Demografie
Componența etnică a orașului Sveta Nedelja
     Croați (97,48%)
     Necunoscut (0,19%)
     Neclasificat (1,92%)
Componența confesională a orașului Sveta Nedelja
     Catolici (93,11%)
     Fără religie și atei (2,54%)
     Necunoscută (1,54%)
     Alte religii (2,81%)
Conform recensământului din 2011, orașul Sveta Nedelja avea 18.059 de locuitori. Din punct de vedere etnic, majoritatea locuitorilor (97,48%) erau croați. Apartenența etnică nu este cunoscută în cazul a 0,19% din locuitori. Din punct de vedere confesional, majoritatea locuitorilor (93,11%) erau catolici, cu o minoritate de persoane fără religie și atei (2,54%). Pentru 1,54% din locuitori nu este cunoscută apartenența confesională.